# Patanjali

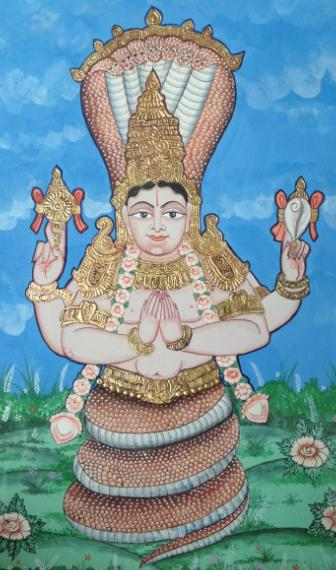
Patañjali

Patañjali (tiếng Phạn: पतञ्जलि) là một nhà hiền triết ở Ấn Độ, được cho là tác giả của một số tác phẩm tiếng Phạn. Lớn nhất trong số này là Kinh điển Yoga, một văn bản yoga cổ điển. Có nghi ngờ về việc liệu nhà hiền triết Patañjali có phải là tác giả của tất cả các tác phẩm được gán cho ông vì có một số tác giả lịch sử được biết đến cùng tên. Rất nhiều nghiên cứu đã được thực hiện trong thế kỷ qua cho vấn đề lịch sử hoặc bản sắc của tác giả này hoặc các tác giả này. Trong số các tác giả quan trọng hơn được gọi là Patañjali là: Patanjali là một trong 18 siddhar trong truyền thống siddha của người Tamil (Shaiva). Patanjali tiếp tục được vinh danh với các giáo phái và đền thờ trong một số hình thức yoga tư thế hiện đại, như Iyengar Yoga  và Ashtanga Vinyasa Yoga.

## Tác phẩm
- Tác giả của Mahābhāṣya, một chuyên luận cổ về ngữ pháp và ngôn ngữ học tiếng Phạn, dựa trên Aādhyāyī của Pāṇini. Cuộc sống của người Patañjali này có niên đại từ giữa thế kỷ thứ 2 trước Công nguyên bởi các học giả phương Tây và Ấn Độ.[8][9][10] Văn bản này có tiêu đề là một bhasya hoặc "bình luận" về tác phẩm của Katyayana-Panini bởi Patanjali, nhưng rất được tôn sùng trong các truyền thống Ấn Độ đến nỗi nó được biết đến rộng rãi như Maha-bhasya hay "Bình luận vĩ đại". Rất mạnh mẽ, lý luận tốt và rộng lớn là văn bản của ông, rằng Patanjali này đã là người có thẩm quyền như là nhà ngữ pháp cuối cùng của tiếng Phạn cổ điển trong 2.000 năm, với Panini và Katyayana trước ông. Ý tưởng của họ về cấu trúc, ngữ pháp và triết học ngôn ngữ cũng đã ảnh hưởng đến các học giả của các tôn giáo Ấn Độ khác như Phật giáo và đạo Jain.[11][12]
- Trình biên dịch các Yoga sutras, một văn bản về lý thuyết và thực hành Yoga,[13] và một học giả đáng chú ý của trường phái Samkhya của triết học Ấn Độ giáo.[14][15] Ông được ước tính khác nhau đã sống giữa thế kỷ thứ 2 trước Công nguyên đến thế kỷ thứ 4, với nhiều học giả chấp nhận ngày giữa thế kỷ thứ 2 và thứ 4 sau công nguyên.[16] [17] Yogasutras là một trong những văn bản quan trọng nhất trong truyền thống Ấn Độ và là nền tảng của Yoga cổ điển.[18] Đó là văn bản Yoga Ấn Độ được dịch nhiều nhất trong thời trung cổ sang bốn mươi ngôn ngữ Ấn Độ.[19] Ngoài ra, chương thứ ba là cơ sở cho TM-Sidhis.
- Tác giả của một tác phẩm y học gọi là Patanjalatantra. Ông được trích dẫn và văn bản này được trích dẫn trong nhiều văn bản liên quan đến khoa học sức khỏe thời trung cổ, và Patanjali được gọi là cơ quan y tế trong một số văn bản tiếng Phạn như Yogaratnakara, Yogaratnasamuccaya và Padarthavijnana.[20] Có một học giả Ấn Độ thứ tư cũng tên là Patanjali, người có khả năng sống ở thế kỷ thứ 8 và đã viết bình luận về Charaka Samhita và tác phẩm này được gọi là Carakavarttika.[21] Theo một số học giả Ấn Độ thời hiện đại như PV Sharma, hai học giả y khoa tên là Patanjali có thể là cùng một người, nhưng hoàn toàn khác với Patanjali, người đã viết Mahabhasya ngữ pháp tiếng Phạn cổ điển.

## Danh ngôn
- "Tâm trí người vượt qua mọi giới hạn; tâm thức người mở rộng về mọi hướng... Những xung lực bản thể và tài năng vốn ngủ quên bỗng sống dậy, và người sẽ khám phá ra mình tuyệt vời hơn người vẫn tưởng rất nhiều"[22]